# Heinz Ulzheimer
Heinrich Otto „Heinz” Ulzheimer (ur. 27 grudnia 1925 w Höchst nad Menem, zm. 18 grudnia 2016 w Bad Sooden-Allendorf) – zachodnioniemiecki lekkoatleta (średniodystansowiec i sprinter),  dwukrotny medalista olimpijski z 1952.
Zdobył brązowe medale na igrzyskach olimpijskich w 1952 w Helsinkach w biegu na 800 metrów (za Amerykaninem Malem Whitfieldem i Jamajczykiem Arthurem Wintem; był po pierwszy medal olimpijski zdobyty dla Niemiec po II wojnie światowej) oraz w sztafecie 4 × 400 metrów (biegła w składzie: Hans Geister, Günther Steines, Ulzheimer i Karl-Friedrich Haas). Sztafeta ustanowiła wówczas rekord Europy czasem 3:06,6.
Na mistrzostwach Europy w 1954 w Bernie Ulzheimer zdobył srebrny medal w sztafecie 4 × 400 metrów (w składzie: Geister, Helmut Dreher, Ulzheimer i Haas).
Ulzheimer był mistrzem Niemiec w biegu na 800 metrów w latach 1946-1949, wicemistrzem w 1951 i 1952 oraz brązowym medalistą w 1950, a także mistrzem w sztafecie 3 × 1000 metrów w 1947 i 1948. Zwyciężył również w halowych mistrzostwach Stanów Zjednoczonych w biegu na 1000 jardów w 1953.
Rekordy życiowe:
| Konkurencja        | Data i miejsce          | Wynik   |
| ------------------ | ----------------------- | ------- |
| bieg na 400 metrów | 1954                    | 47,6    |
| bieg na 800 metrów | 22 lipca 1952, Helsinki | 1:49,78 |